# Коцко Василь
доктор Василь Коцко (1823, Модричі — 24 листопада 1897, Дрогобич) — український урядник, громадсько-політичний діяч. Довголітній секретар Дрогобицького староства. Посол Галицького сейму 2, 3-го скликань: обраний в окрузі Дрогобич — Підбуж, IV курія; входив до складу «Руського клубу». Нагороджений Золотим Хрестом Заслуги за переслідування польських повстанців 1863 року.